# Emanuele Maria Thun

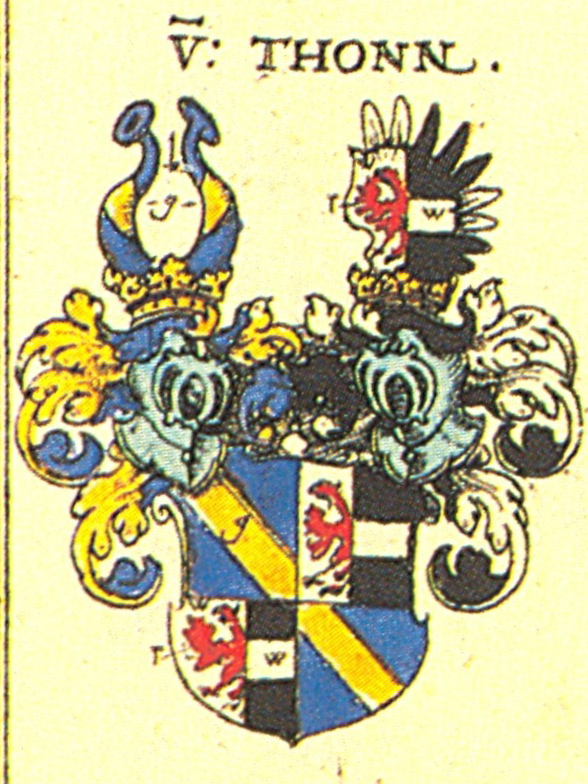
Stemma di famiglia

Emanuele Maria Thun (in tedesco: Emanuel Maria von Thun) (Trento, 28 marzo 1763 – Trento, 9 ottobre 1818) è stato un vescovo cattolico austriaco.

## Biografia
Figlio quintogenito del conte Johann Vigil Karl von Thun und Hohenstein e di sua moglie, la contessa Anna Maria Josepha Colonna von Fels (Völs), Emanuele Maria Thun nacque a Trento il 28 marzo 1763.
L'11 agosto 1800 venne eletto alla carica di principe vescovo di Trento.
Poco dopo la sua elezione a vescovo, la pace di Lunéville firmata il 9 febbraio 1801, pose fine alla fase delle guerre napoleoniche tra Francia e Sacro Romano Impero, fatto che però permise alla Francia di espandere i propri confini anche all'interno della Germania, sino al Reno. Questo trattato modificò di fatto anche i rapporti interni e favorì inoltre la secolarizzazione dei principati ecclesiastici inclusi all'interno dell'Impero (decisa definitivamente nel 1803 con la seconda mediatizzazione), tra cui appunto quello di Trento. La città tridentina venne occupata militarmente dai francesi dal gennaio del 1801, fatto che costrinse il vescovo Thun a rifugiarsi alla corte di Vienna, per poi fare ritorno nella sua diocesi dal novembre di quell'anno quando venne rioccupata dalle truppe austriache, sebbene i francesi l'avessero abbandonata già da alcuni mesi. Durante questi mesi il governo cittadino era però radicalmente mutato rispetto al passato ed il vescovo si trovò ad amministrare una città ormai completamente in balìa della volontà dell'autorità dei cittadini e della Guardia Urbana da poco costituita.
Cogliendo però l'occasione di quanto stabilito a Lunéville, l'Impero riuscì a non ricostituire il principato vescovile di Trento, lasciando al vescovo la direzione della diocesi, ma secolarizzandone tutti i beni statali che passarono all'Austria.
Il 25 febbraio 1803 la dieta di Ratisbona decise ufficialmente di secolarizzare il principato vescovile di Trento, riconoscendo ufficialmente la sola diocesi che rimase affidata a Thun. Fu lui ad ordinare diacono e presbitero il vescovo Giovanni Nepomuceno de Tschiderer.

## Genealogia episcopale
La genealogia episcopale è:
- Papa Giulio II
- Cardinale Raffaele Sansone Riario
- Papa Leone X
- Papa Paolo III
- Cardinale Francesco Pisani
- Cardinale Alfonso Gesualdo
- Papa Clemente VIII
- Cardinale Pietro Aldobrandini
- Cardinale Laudivio Zacchia
- Cardinale Antonio Barberini
- Cardinale Marcantonio Franciotti
- Papa Innocenzo XII
- Cardinale Leopold Karl von Kollonitsch-Lipót
- Cardinale Johann Philipp von Lamberg
- Arcivescovo Franz Anton von Harrach zu Rorau
- Arcivescovo Leopoldo Antonio Eleuterio Firmian
- Vescovo Leopold Ernst von Firmian
- Arcivescovo Joseph Adam Arco
- Vescovo Leopold Leonhard von Thun
- Vescovo Emanuele Maria Thun